# Shin Gallery
Shin Gallery es una galería de arte contemporáneo localizada en el Lower East Side de Manhattan. Desde 2013, año de su fundación, la sala de exposiciones Shin Gallery ha tenido varias ubicaciones. En 2017, amplió el espacio disponible localizado en la calle Orchard. La galería es propiedad de Hong Gyu Shin, que también la dirige. Especializa en la representación de artistas coreanos, entre la nómina de artistas de la galería aparecen Hyon Gyon, Andreas Emenius y Grieta Rodríguez. De autores consagrados, Shin ha exhibido importantes trabajos de Nam June Paik, Man Ray o John Anthony Baldessari.

## Historia
Shin Gallery fue inaugurada en 2013. La primera exposición presentó trabajos del artista coreano Hong Seung-pyo. Shin Gallery ha participado en el Armory Show, entre otras ferias.
En junio de 2018, la galería mostró obras del Equipo 57, un grupo de artistas españoles que creían firmemente que el arte era una fuerza impulsora capaz de elevar el espíritu de la época, en plena Dictadura franquista. Equipo 57 quería que el arte impactara en la sociedad española, tal y como hicieron en su momento la Bauhaus o el constructivismo ruso, con los que teóricamente tenían grandes confluencias. Para ello buscó facilitar la narrativa de promover el desarrollo político y social a través de su práctica.